# Svend Aage Madsen (psykolog)
 Der er flere personer med dette navn, se Svend Åge Madsen (flertydig).
Svend Aage Madsen (født 1950) er chefpsykolog på Rigshospitalet. Han er cand. psych. fra Århus Universitet i 1981. Har som psykolog været lærer ved Danmarks Lærerhøjskole og Ikast-seminariet. Svend Aage Madsen er videreuddannet som klinisk psykolog ved Institut for klinisk Psykologi, Københavns Universitet.

## Forældreskab, fødsler og børn
Hans særlige arbejdsfelt har siden 1986 være psykologiske problemstillinger vedrørende forældreskab, spædbørn, fødsler og psykiske reaktioner herpå. Dette udfoldede han som klinisk psykolog ved Rødovre Kommune, hvor han tog initiativ til og ledte "Fødselsprojektet" og "Fødselssamarbejdet" i Rødovre.
Dette arbejde var også grundlag for hans ph.d.-afhandling: Når det ikke er lykken at blive mor, der er kommet i bearbejdet form i bogen: Bånd der brister – Bånd der knyttes.
I 1996 blev Svend Aage Madsen chefpsykolog på Rigshospitalet og her klinikchef for Klinik for Psykologi, Pædagogik og Socialrådgivning samt forskningsleder for Psykologisk og psykosocial Forskningsenhed. Forskningsledelsen omfatter psykologiske forhold vedrørende syge børn og deres forældre, psykologiske problemer vedrørende graviditet, fødsel og barsel, ofre for voldtægt, seksuelt misbrug af børn mm.

## Fædreforskning
Fra 1997 blev han leder af forskningsprogrammet Fædres relationer til deres spæd- og småbørn, der bl.a. omfatter studierne:
- Fædres tilknytning til spædbørn
- Fædre og fødsler
- Fædre og fødselsforberedelse
- Farfædre og deres sønner som fædre
- Fædre og donorinsemination/det biologiske faderskab
- Mænd og fødselsdepression

Her fra er kommet bøgerne: "Fædre og Fødsler" og Fædres tilknytning til spædbørn" samt en lang række artikler. Særligt har arbejdet ført til, at det er forskningen her fra, der for første gang i Danmark afdækker eksistens af fødselsdepressioner hos mænd og udforsker omfanget af problemet.

## Mandeforskning
Fra 2003 har Svend Aage Madsen været engageret i mænds sundhed og sygdomme leder af "Men’s Health Week Denmark" med repræsentanter fra Ligestillingsministeriet, Sundhedsstyrelsen, Rigshospitalet, Syddansk Universitet, Sex og Samfund, Psykiatrifonden m.fl. I 2004 blev han formand for ”Selskab for Mænds Sundhed, Danmark" og fra 2005 medlem af Board of Directors i European Men’s Health Forum og i 2009 Vicepræsident. Dette arbejde førte til Svend Aage Madsens medvirken til bøgerne Kend din krop, mand i 2006 og Promoting Men's Mental Health 2010.

## Bøger og bogkapitler af Svend Aage Madsen
- Fundamentalisme på Dansk. København: Forlaget Cicero (1988).
- C.G. Jung, nazisme og psykologi. København: Forlaget Politisk Revy med P. Skogemann & S. Visholm (Ed.) (1990).
- Bånd der brister – Bånd der knyttes. Intervention ved forstyrrelser i den tidlige mor-spædbarn-relation. København: Hans Reitzels Forlag (1996).
- Fædre og fødsler. København: Frydenlund Grafisk. Med H. Munck & M. Tolstrup. (1999).
- Fædres tilknytning til spædbørn. København: Hans Reitzels Forlag. Med D. Lind & H. Munck (2002).
- Kend din krop, mand. København: Aschehoug. Med K. Christensen, C. Graugaard, H. Bonde & J. Wulff-Helge (2006).
- Fatherhood and mental difficulties med Adrienne Burgess i Promoting Men's Mental Health, Radcliffe (2010).
- Between Autonomy and Attachment i An International Psychology of Men Routledge (2010).